# 营丘遗址
营丘遗址，位于山东省潍坊市昌乐县营丘镇营丘村，是中华人民共和国山东省文物保护单位之一。
1992年6月12日，授予山东省文物保护单位，是一座古遗址。